# Сен-Сен-л’Аббеи (кантон)
Сен-Сен-л’Аббеи́ (фр. Saint-Seine-l’Abbaye) — кантон во Франции, находится в регионе Бургундия. Департамент кантона — Кот-д’Ор. Входит в состав округа Дижон. Население кантона на 2006 год составляло 3109 человек.
Код INSEE кантона — 2130. Всего в кантон Сен-Сен-л’Аббеи входят 20 коммун, из них главной коммуной является Сен-Сен-л’Аббеи.

## Коммуны кантона
- Блиньи-ле-Сек — население 160 чел.
- Шампаньи — население 38 чел.
- Шансо — население 194 чел.
- Кюртий-Сен-Сен — население 84 чел.
- Франшвиль — население 246 чел.
- Френуа — население 63 чел.
- Ламаржель — население 165 чел.
- Лери — население 225 чел.
- Панж — население 78 чел.
- Пельре — население 99 чел.
- Пуазёль-ла-Гранж — население 72 чел.
- Понсе-сюр-л’Иньон — население 84 чел.
- Сен-Мартен-дю-Мон — население 419 чел.
- Сен-Сен-л’Аббеи — население 365 чел.
- Сосси — население 103 чел.
- Труо — население 111 чел.
- Тюрсе — население 174 чел.
- Вал-Сюзон — население 212 чел.
- Во-Соль — население 151 чел.
- Виллот-Сен-Сен — население 66 чел.